# Джейсі Джон Оквунванне
Джейсі Оквунванне (араб. جيسي جون أوكوونوان, англ. Jaycee Okwunwanne, нар. 8 жовтня 1985, Лагос) — бахрейнський футболіст нігерійського походження, нападник катарського клубу «Аль-Харітіят» і національної збірної Бахрейну.

## Клубна кар'єра
У дорослому футболі дебютував 2004 року виступами за команду клубу «Аль-Аглі» (Манама), в якій провів два сезони, взявши участь у 25 матчах чемпіонату.  У складі манамського «Аль-Аглі» був одним з головних бомбардирів команди, маючи середню результативність на рівні 0,92 голу за гру першості.
Своєю грою за цю команду привернув увагу представників тренерського штабу клубу «Аль-Мухаррак», до складу якого приєднався 2006 року. Відіграв за команду з Мухаррака наступні два сезони своєї ігрової кар'єри. В новому клубі був серед найкращих голеодорів, відзначаючись забитим голом майже у кожній грі чемпіонату.
2008 року уклав контракт з бельгійським «Мускроном», у складі якого провів наступні півтора року своєї кар'єри гравця. Більшість часу, проведеного у складі «Мускрона», був основним гравцем атакувальної ланки команди.
На початку 2009 року отримав статус вільного агента через банкрутство «Мускрона» і уклав контракт з турецьким «Ескішехірспором». 
З початку 2011 року півсезону грав у кувейтському клубі «Аль-Джахра». 
До складу клубу «Аль-Харітіят» приєднався 2011 року. Відтоді встиг відіграти за катарську команду 83 матчі в національному чемпіонаті.

## Виступи за збірну
Невдовзі після початку виступів за бахрейнський «Аль-Аглі» (Манама) набув громадянство цієї країни і 2006 року дебютував в офіційних матчах у складі національної збірної Бахрейну. Наразі провів у формі головної команди країни 47 матчів, забивши 22 голи.
У складі збірної був учасником кубка Азії з футболу 2007 року, кубка Азії з футболу 2011 року, а також кубка Азії з футболу 2015 року в Австралії. У розіграші 2015 року забив перший гол бахрейнців на турнірі, який втім не завадив поразці його команди від збірної ОАЕ (1:2), яка для Бахрейну стала другою на груповій стадії і позбавила шансів на вихід до плей-оф.